# Llibertat Llucmajor
Llibertat Llucmajor és un partit polític espanyol d'àmbit mallorquí sorgit el 2016 per un grup de veïns del municipi de Llucmajor. Sorgeix inspirat en els partits veïnals que han aparegut en els últims anys en la política municipal, especialment el cas de Vecinos por Torrelodones.

## Història
Durant els anys 2016-2019, el partit participava de manera activa en la política municipal del municipi de Llucmajor mitjançant l'exigència de transparència pública als regidors del ple i la defensa dels drets dels veïns mitjançant instàncies, al·legacions a les ordenances i esmenes als pressupostos.
El partit es va presentar a les eleccions municipals del 2019 al municipi de Llucmajor i va obtenir dos regidors empatant per a la segona posició. Llucmajor es va convertir en el municipi amb més partits amb representació de les Illes Balears, quedant pràcticament ingovernable. Finalment, després de sotmetre-ho a Assemblea Popular, es forma govern entre Partit Popular, Ciutadans, Llibertat Llucmajor i Agrupació Social Independent. En la formació de govern s'aprova una baixada del sou de l'equip de govern i assumeixen les àrees d'Economia, Funció pública, Atenció Ciutadana de les Urbanitzacions, Comunicació, Transparència, Participació Ciutadana, Mobilitat i Transports. No obstant això, el Batle del PP opta per cessar-los dels seus càrrecs i busca suport en els regidors trànsfugues de VOX després de passar 1 any de legislatura. Els dos regidors de Llibertat Llucmajor van passar a l'oposició el mes de juliol de 2020.
El partit es va tornar a presentar a les eleccions municipals del 2023 al municipi de Llucmajor i va obtenir dos regidors malgrat el augment de vots fins al 11,05%.

## Alexandro Gaffar
Alexandro Gaffar (1993, Luxemburg) és un polític local del partit Llibertat Llucmajor, economista i regidor de Llucmajor entre 2019 i 2023. Alexandro va estudiar Economia a la Universitat Complutense de Madrid i es va especialitzar en Administració i Direcció d'Empreses amb l'ICEX-CECO. És membre del Col·legi d'Economistes de les Illes Balears amb el número identificatiu 1572. El 7 d'abril de 2016 funda el partit Llibertat Llucmajor, el qual presideix actualment, i es presenta per primera vegada a les eleccions municipals de 2019 a Llucmajor. Aconsegueix 1.138 vots (8,50%) i amb això dos regidors, entrant a l'Ajuntament. Es va tornar a presentar a les eleccions municipals de 2023 a Llucmajor, aconseguint 1.647 vots (11,05%) i dos regidors, revalidant la presència a l'Ajuntament.

## Resultats electorals
| Eleccions  | Convocàtoria       | Cap de llista    | Escons | Vots  | %      |
| ---------- | ------------------ | ---------------- | ------ | ----- | ------ |
| Municipals | 26 de maig de 2019 | Alexandro Gaffar | 2      | 1.138 | 8,50%  |
| Municipals | 28 de maig de 2023 | Alexandro Gaffar | 2      | 1.647 | 11,05% |